# Pristimantis librarius
Pristimantis librarius es una especie de anfibio anuro de la familia Craugastoridae.

## Distribución
Esta especie es endémica del este de Ecuador. Habita en las provincias de Napo, Morona-Santiago y Orellana entre los 220 y 560 m de altitud en las llanuras amazónicas.

## Publicación original
- Flores & Vigle, 1994 : A new species of Eleutherodactylus (Anura: Leptodactylidae) from the lowland rainforests of Amazonian Ecuador, with notes on the Eleutherodactylus frater assembly. Journal of Herpetology, vol. 28, n.º 4, p. 416-424.[5]